# Paolo Deslanges
Paolo Deslanges, también escrito en ocasiones Delanges, (c 1750-1810) fue un ingeniero militar y matemático italiano, miembro de la Academia de Ciencias de Turín. Como geómetra, investigó la curva que lleva su nombre, la trisectriz de Deslanges.

## Semblanza
Se piensa que Deslanges nació sobre el año 1750 en el norte de Italia, en la localidad lombarda de Orzinuovi, en la Provincia de Brescia. Desde muy joven mostró un gran interés por las matemáticas aplicadas, lo que le llevó a dedicarse a los campos de la hidrostática y de la hidrodinámica. Ingeniero militar de la  República de Venecia, alcanzó el grado de capitán, contribuyendo con sus estudios a la regulación de la red fluvial en las provincias venecianas. Se convirtió en uno de los primeros miembros de la "Sociedad Italiana" fundada en Verona y luego trasladada a Módena, en cuyas "Memorias" se incluyeron varias de sus obras. En 1785 fue profesor de matemáticas en la escuela militar de Verona, y en 1793 diseñó el proyecto de las obras de fortificación del fuerte de San Pietro in Volta, en la desembocadura del puerto de Malamocco.
Además de su trabajo hidrográfico, Deslanges se ocupó del análisis de otros problemas de ingeniería (como la estabilidad de los muros de contención de tierras, la resistencia de materiales de construcción como la madera o el hierro, o de la influencia del rozamiento en el rendimiento de las máquinas). En el campo matemático, se ocupó de estudiar la curva que lleva su nombre, la trisectriz de Deslanges, sobre la que publicó un artículo en 1783.
Falleció en Orzinuovi en 1810.

## Publicaciones destacadas
- "Trattato sui diversi canali situati tra l'Adige e il Po" (Tratado de los diferentes canales situados entre el Adigio y el Po)
- "La trisegante nuova curva, e pensieri sulla formola Cardanica, ecc." ("La nueva curva trisecante y pensamientos sobre la fórmula Cardánica, etc.")

## Reconocimientos
- Miembro de la Academia de Ciencias de Turín desde el 30 de noviembre de 1788.[1]
- La curva denominada trisectriz de Deslanges lleva este nombre en su memoria.[4]